# Bouleau à papier
Pour les articles homonymes, voir Bouleau blanc.
Betula papyrifera var. papyrifera · Bouleau blanc, Bouleau à canot
Variété
Classification APG III (2009)
Le Bouleau à papier (Betula papyrifera var. papyrifera), communément appelé Bouleau blanc ou Bouleau à canot au Québec, est une variété de bouleaux dont l'écorce se détache facilement en bandes. Il pousse en Amérique du Nord.
 C'est l'un des composants majeurs de la forêt mixte du Nord des États-Unis (centre et est) ainsi que du Canada (centre et est, dans la forêt boréale) et en Russie. Il fait également partie des quelques essences feuillues qui côtoient les résineux de la forêt boréale. Il atteint rarement une centaine d'années, s'affaiblissant et souffrant rapidement de maladies ou de pourriture dès que le couvert forestier se referme autour de lui.
Étant la variété décrite par Marshall en tant qu'espèce, elle est souvent confondue avec l'espèce Betula papyrifera qui comprend pourtant deux variétés distinctes.

## Utilisation

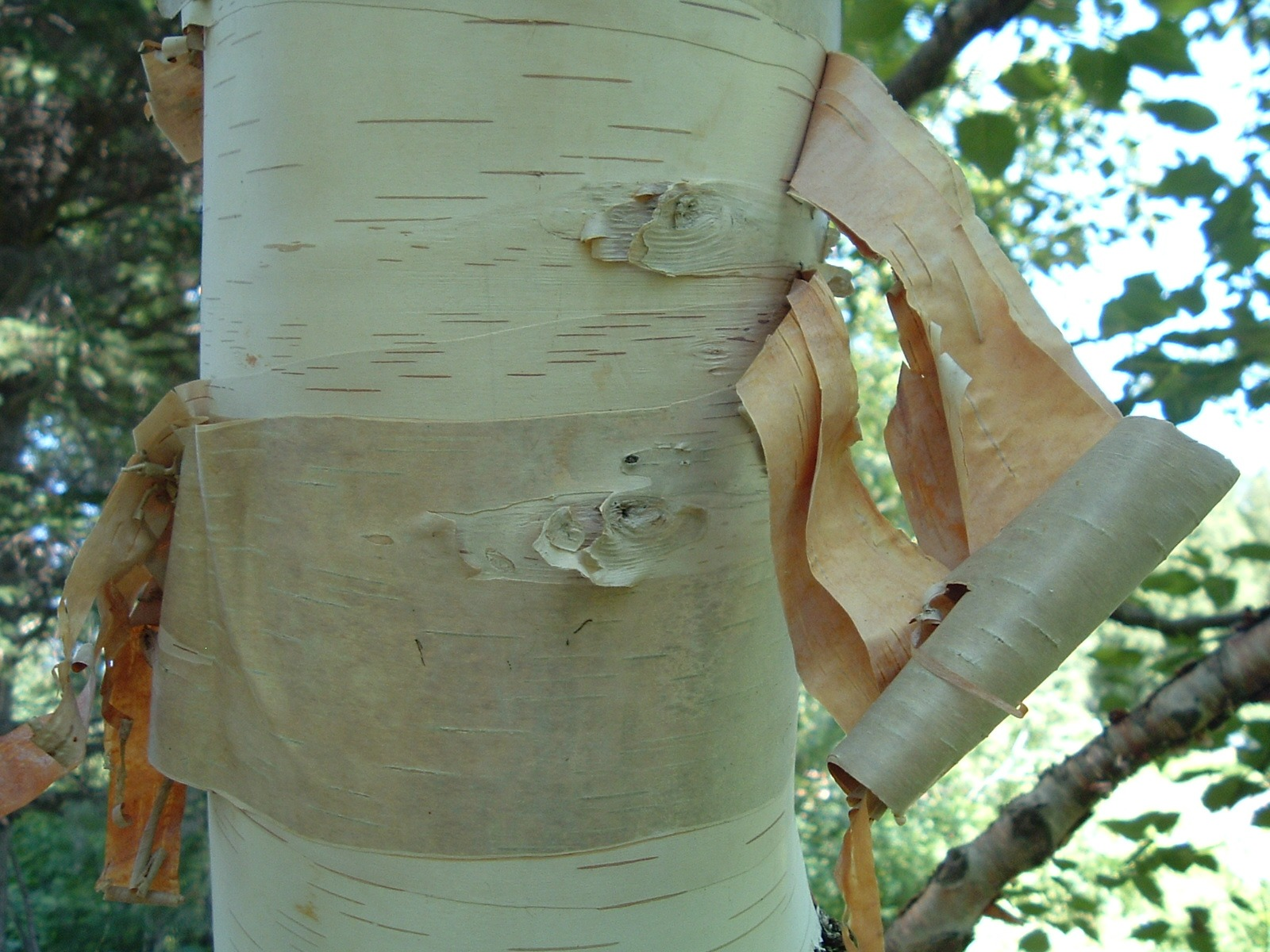
Écorce de bouleau blanc se délitant.

Son écorce blanche, le mâchecoui, était très utilisée par les Amérindiens pour la fabrication des canoës d'écorce, d'ustensiles de cuisine, pour recouvrir leurs abris, etc.
Il est actuellement utilisé pour la fabrication de certains types de pâte à papier ; c'est aussi un bois de chauffage d'assez bonne qualité.
Ses graines sont appréciées par de nombreux oiseaux, dont le Pic mineur, la Sittelle à poitrine blanche et la Mésange à tête noire
En Alaska, à partir de la sève du bouleau blanc sont produits de l'eau de bouleau, de la bière, du vin, de l'eau-de-vie, du vinaigre et du sirop de bouleau (un sirop édulcorant similaire au sirop d'érable).